# Сквер 50 лет Победы (Уфа)
Сквер 50 лет Победы (ранее разг. — парк «Юбилейный»; «Собачий парк») — мемориальный сквер в честь 50-летия Победы в Великой Отечественной войне, на месте уничтоженного Новоивановского кладбища, в квартале улиц 50 лет Октября, Володарского и Мингажева города Уфы.
Один из двух крупных мемориальных комплексов города, посвящённых Великой Отечественной войне, а также жертвам репрессий Башкирской АССР. Новоивановское кладбище, как и Сергиевское, использовалось как место расстрелов и захоронений в период репрессий.
В сквере расположена церковь иконы Божией Матери «Всех скорбящих Радость» за место уничтоженной Скорбященской церкви.

## Описание
В сквере установлены мемориалы: памятник участникам Октябрьской революции и Гражданской войны (1986; архитектор П. П. Петров, конструктор И. А. Крещёнов, художник С. Г. Рябухо), памятник жертвам политических репрессий (2000; скульптор Ю. Солдатов, архитектор Л. Ш. Дубинский), памятник российским репрессированным немцам, стела памяти погибших и умерших участников Великой Отечественной войны (2005; архитекторы «Уфагорпроект» А. Курочкин, А. Курочкин), памятник Героям-ликвидаторам Чернобыльской катастрофы и других радиационных аварий (2019; скульптор Х. Х. Хабибрахманов), мемориальный камень в честь жителей блокадного Ленинграда (2021).
По западной и северной частям сквера проходят трамвайные пути в депо № 1 имени С. И. Зорина.

## История
В конце XIX века, южнее Восточной слободы, у начала Старо-Сибирского тракта (ныне — проспект Октября) устроено Новоивановское кладбище, ликвидированное в конце 1960-х.
В начале 1980-х территория за Дворцом культуры «Юбилейный» (ныне — Дворец молодёжи) частично обустроена — возник сквер, который стали именовать «Юбилейным».
В 1986, за Дворцом культуры «Юбилейный», открыт обелиск памяти большевиков, участников Октябрьской революции и Гражданской войны.
В 1995, по ходатайству Совета ветеранов войны, труда и Вооруженных Сил Советского района, скверу присвоено имя в честь 50-летия Победы в Великой Отечественной войне. 9 мая 1995, в день торжественного открытия нового сквера, здесь высадили 50 елей и установили закладной камень.
В 2000 в западной части сквера установлен памятник жертвам политических репрессий. В 2005, для увековечения памяти погибших и умерших участников Великой Отечественной войны, на месте закладного камня установлен памятник-стела.
В 2015–2016 реконструирован и благоустроен: устроены велосипедная дорожка, детская площадка, площадка для воркаута, скейт-парк и хоккейная коробка. В 2017 высажены саженцы 350 кленов, 150 можжевельников и 100 туй по акции «Аллея Славы». 14 августа 2019 открыт памятник ликвидаторам аварии Чернобыльской АЭС и других радиационных аварий.
9 сентября 2021 открыт мемориальный камень в честь жителей блокадного Ленинграда и 80 лет начала блокады города.